# Tratado de Suza
El Tratado de Susa  (también a veces deletreado Suza) se refiere a dos tratados de paz separados firmados en 1629 en Susa en el Ducado de Saboya (ahora en el Piemonte italiano cerca de la frontera francesa), recientemente ocupado por Francia durante los Guerra de los Treinta Años.

## Tratado entre Francia y Saboya
Este tratado, fue firmado el 11 de marzo de 1629, después de la captura francesa de la ciudad, y fue acordado entre Louis XIII de Francia y Carlos Manuel I, Duque de Saboya.  Sus términos permitían el paso de los ejércitos franceses a través de Saboya para ayudar a aliviar del asedio de Casale en la Guerra de Sucesión de Mantua, la cual iba a ser garantizada por la ocupación francesa de Susa.  El Duque debía también abstenerse de hostilidades contra el Ducado de Mantua.  A cambio Francia daría a Saboya Trino y Alba en el Monferrato valorado en 15,000 coronas.

## Tratado entre Francia, Inglaterra y Escocia
Este tratado, firmado el 24 de abril  [O.S. 14 de abril] de 1629 terminó una guerra entre Inglaterra y Francia que se había iniciado en 1627.  Ratificado por Carlos I de Inglaterra y Escocia el 11 de junio y Louis XIII de Francia el 4 de julio, reconfirmó los términos del contrato de matrimonio entre Carlos y la hermana de Louis Henriette Marie. Cada parte podía mantener los territorios capturados durante el conflicto, pero estaban obligados a regresar los territorios tomados después de firmada la paz. Esta última cláusula afectó un número de territorios tomados en Nueva Francia, incluyendo Quebec, el cual fue entregado por Samuel de Champlain en julio de 1629 a David Kirke y sus hermanos, tres meses después de firmada la paz, así como otros territorios en Acadia (en la actualidad, la península de Nueva Escocia, entonces una colonia escocesa, y la Isla del Cabo Bretón). Nueva Francia no fue plenamente restaurada a dominio francés hasta el Tratado de Sant-Germain-en-Laye de 1632.